# 天岩戸

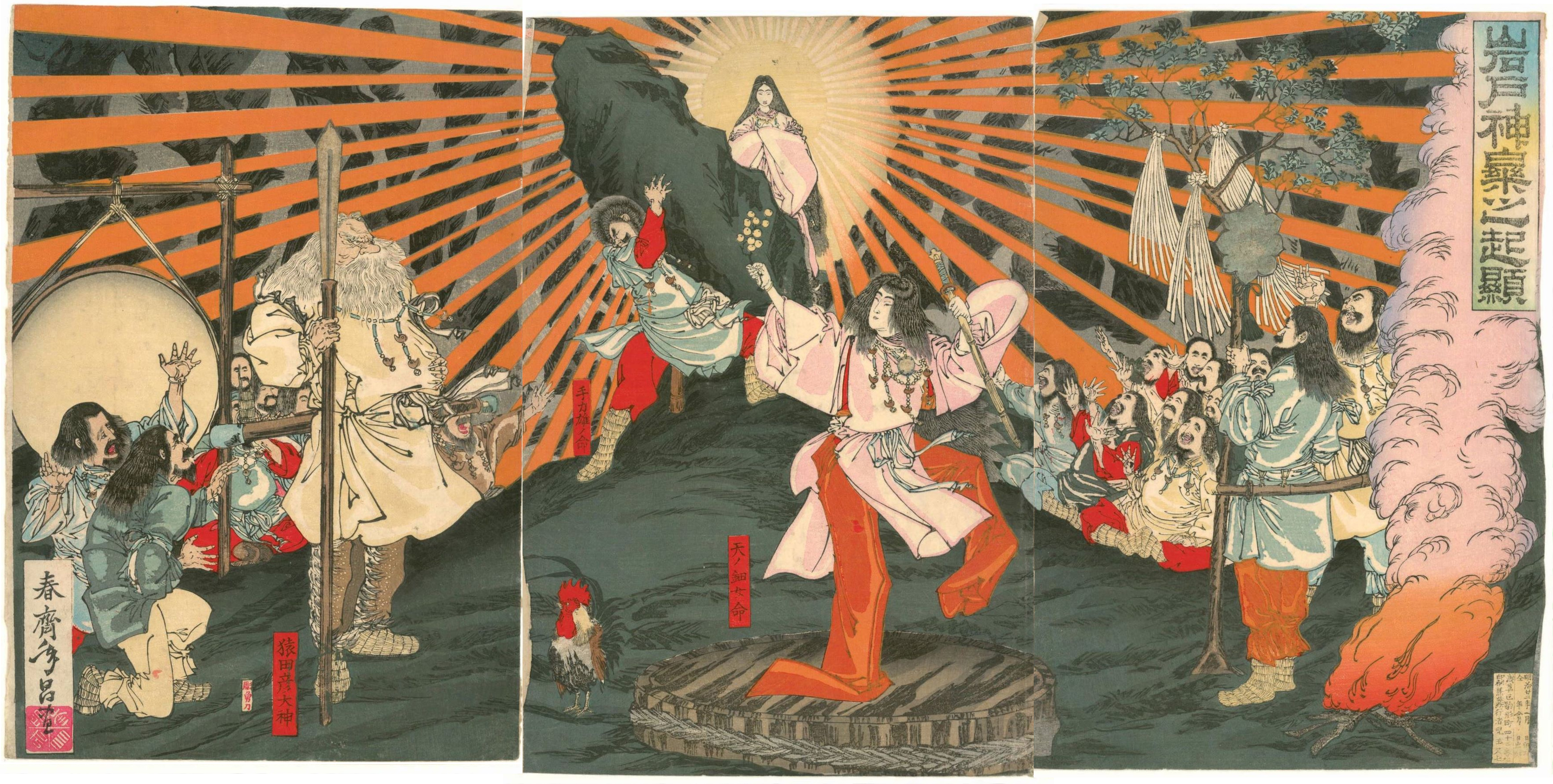
天岩戸神話の天照大御神（春斎年昌画、明治22年（1889年））

天の岩戸（あめのいわと、あまのいわと）は、日本神話に登場する、岩でできた洞窟である。天戸（あめと、あまと）、天岩屋（あめのいわや）、天岩屋戸（あめのいはやと、あまのいわやと）ともいい、「岩」は「磐」、「盤」あるいは「石」と書く場合もある。
太陽神である天照大御神が隠れ、世界が暗闇に包まれた岩戸隠れの伝説の舞台である。

## 神話での記述

### 古事記
誓約で身の潔白を証明した建速須佐之男命は、高天原で、勝ちに任せて田の畔を壊して溝を埋めたり、御殿に糞を撒き散らしたりして乱暴を働いた。天照大御神は「糞は酔って吐いたものだ、溝を埋めたのは土地が惜しいと思ったからだ」と須佐之男命をかばった。
しかし、天照大御神が機屋で神に奉げる衣を織っていたとき、建速須佐之男命が機屋の屋根に穴を開けて、皮を剥いだ血まみれの馬を落とし入れたため、驚いた1人の天の服織女は梭（ひ）が陰部に刺さって死んでしまった。ここで天照大御神はついに怒り、天岩戸に引き篭った。高天原も葦原中国も闇となり、さまざまな禍（まが）が発生した。
そこで、八百万の神々が天の安河の川原に集まり、対応を相談した。思金神の案により、さまざまな儀式をおこなった。常世の長鳴鳥（鶏）を集めて鳴かせた。
鍛冶師の天津麻羅を探し、伊斯許理度売命に、天の安河の川上にある岩と鉱山の鉄とで、八咫鏡（やたのかがみ）を作らせた。玉祖命に八尺の勾玉の五百箇のみすまるの珠（八尺瓊勾玉・やさかにのまがたま）を作らせた。
天児屋命と布刀玉命を呼び、雄鹿の肩の骨とははかの木で占い（太占）をさせた。賢木（さかき）を根ごと掘り起こし、枝に八尺瓊勾玉と八尺鏡と布帛をかけ、布刀玉命が御幣として奉げ持った。天児屋命が祝詞（のりと）を唱え、天手力男神が岩戸の脇に隠れて立った。
天宇受賣命が岩戸の前に桶を伏せて踏み鳴らし、神憑りして胸をさらけ出し、裳の紐を陰部までおし下げて踊った。すると、高天原が鳴り轟くように八百万の神が一斉に笑った。

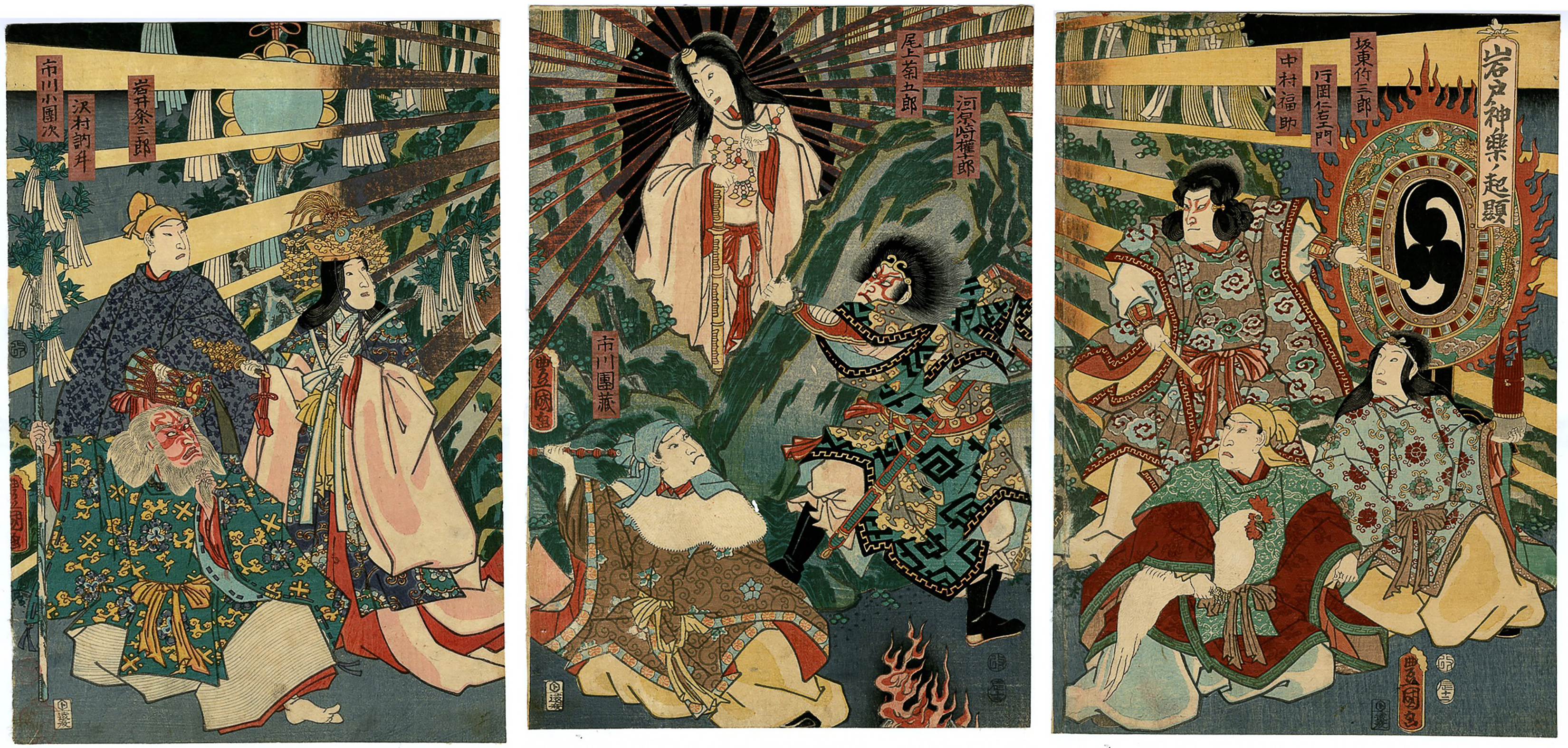
岩戸神楽ノ起顕（三代豊国）

これを聞いた天照大御神は訝しんで天岩戸の扉を少し開け、「自分が岩戸に篭って闇になっているのに、なぜ、天宇受賣命は楽しそうに舞い、八百万の神は笑っているのか」と問うた。
天宇受賣命が「貴方様より貴い神が表れたので、喜んでいるのです」というと、天児屋命と布刀玉命が天照大御神に鏡を差し出した。鏡に写る自分の姿をその貴い神だと思った天照大御神が、その姿をもっとよくみようと岩戸をさらに開けると、隠れていた天手力男神がその手を取って岩戸の外へ引きずり出した。
すぐに布刀玉命が注連縄を岩戸の入口に張り、「もうこれより中に入らないで下さい」といった。こうして天照大御神が岩戸の外に出てくると、高天原も葦原中国も明るくなった。
八百万の神は相談し、須佐之男命に罪を償うためのたくさんの品物を科し、髭と手足の爪を切って高天原から追放した。

### 日本書紀

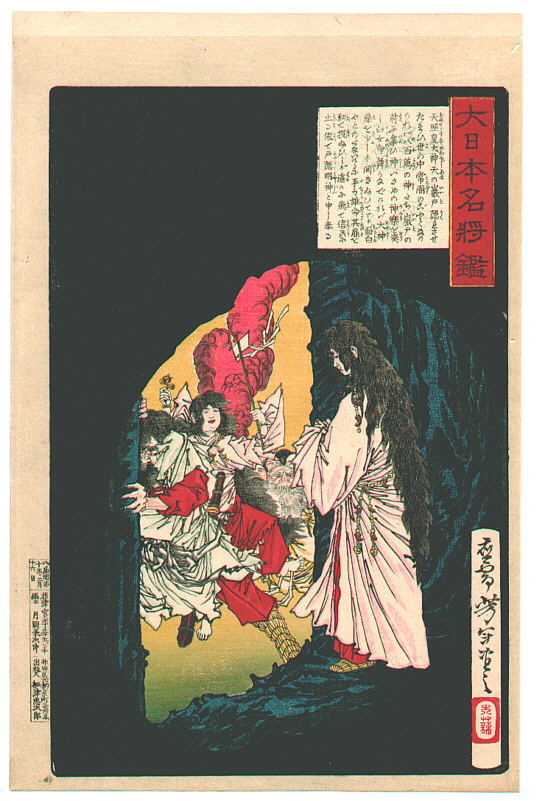
大日本名将鑑（月岡芳年）

『日本書紀』の第七段の本文では、素戔嗚尊が古事記と同様の暴挙を行う。最後には天照大神が神聖な衣を織るために清浄な機屋（はたや）にいるのを見て、素戔嗚尊が皮を剥いだ天斑駒を投げ込んだ。すると、天照大神は驚いて梭で自分を傷つけた。このため天照大神は怒って、天石窟に入り磐戸を閉じて籠ったので国中が常に暗闇となり昼夜の区別もつかなかった、とある。
そこで、八十萬神（やそよろづのかみ）たちは天安河の河原に集まり、祷（いの）るべき方法を相談した。以下が神のとった行動である。
- 思兼神：深く思慮をめぐらし、常世之長鳴鳥（とこよのながなきどり）を集めて長く鳴かせた。
- 手力雄神：（思兼神の指示で）磐戸の側（そば）に立つ
- 天児屋命と太玉命：天香山（あめのかぐやま）の繁った榊を掘り起こし、上の枝には八坂瓊之五百箇御統（やさかにのいほつみすまる）をかけ、中の枝には八咫鏡あるいは眞経津鏡（まふつのかがみ）をかけ、下の枝には青い布帛（ふはく）と白い布帛をかけ共に祈祷をした。
- 天鈿女命：手に蔓（つる）を巻きつけた矛を持ち、天石窟戸の前に立って巧に俳優（わざおさ）を作す（見事に舞い踊った）。また、天香山の榊を鬘（かづら）としてまとい蘿（ひかげ）を襷（たすき）にし、火を焚き桶を伏せて置いて、顕神明之憑談（かむがかり）をした。

天照大神はこれを聞いて、「私はこの頃、石窟に籠っている。思うに、豊葦原中國は長い夜になっているはずだ。どうして天鈿女命はこのように笑い楽しんでいるのだろう」と思い、手で磐戸を少し開けて様子を窺った。
すると手力雄神が天照大神の手を取って、引き出した。そこで天児屋命と太玉命が注連縄を張り渡し、「再び入ってはなりません」と申し上げた、とある。
話の流れは古事記と同様だが、細部に若干の違いがある。特に、天鈿女命は「巧に俳優行す」とあるのみで、おどけたしぐさや、神々が笑ったという描写はない。
その後、神々は罪を素戔嗚尊に負わせ、贖罪の品々を科した。それ以外に髪を抜き手足の爪を剥いで償わせたとも言う、とある。こうして、素戔嗚尊は高天原から追放された。
第七段一書（一）では、この後、稚日女尊（わかひるめ）が清浄な機屋で神聖な衣を織っていると、素戔嗚尊が天斑駒の皮を逆さに剥ぎ御殿の中に投げ入れた。「稚日女尊は驚きて機墮ち所持せる梭によりて体を傷め神退（かむざ）りき」。
天照大神は素戔嗚尊に、「汝は黒心（きたなきこころ）あり。汝と相い見えんと欲（おも）わず」と語り、天石窟に入って磐戸を閉じた。「是に天下（あめのした）恆（つね）に闇（くら）く、また昼・夜の殊（わかち）無し」とある。
そこで、八十萬神たちは天高市（あめのたけち）で相談した。高皇産霊尊の子の思兼神が思案し、「その神（天照大神）の姿を映し出すものを作って、招き寄せましょう」と申し上げた。そして、石凝姥に天香山の金（かね）を採らせ、日矛（ひほこ）を作らせた。また、美しい鹿の皮を剥いで天羽鞴（あめのはぶき）を作らせた、とある。
この一書では、稚日女尊が梭で傷ついて死んだとされる。ワカヒルメは天照の妹神とも子神ともする神社がある。
また、作らせた鏡は紀伊國に鎮座する日前神（ひのくまのかみ）である、とあるため鏡は日像鏡・日矛鏡（ひがたのかがみ・ひぼこのかがみ）と同一とされる。
第七段一書（二）では、素戔嗚尊が本文同様の暴挙を行うが、「然れども、日神（ひのかみ）、親み恩（めぐ）む意（こころ）にして、怒らず恨まず、皆、平らかな心以ちて容（ゆる）しき」とある。
しかし、嘗（にひなへ）を行う時に、素戔嗚尊は新宮（にひなへのみや）の席の下にこっそりと糞をした。日神は気づかずに席に座ったため、体中が臭くなってしまう。そのため怒り恨みて、天石窟に入ってその磐戸を閉じた、とある。
そこで神々は困り、天糠戸神（あめのぬかど）に鏡を、太玉命に布帛を、豊玉（とよたま）に玉を作らせた。また、山雷神（やまつち）に多くの玉で飾った榊を、野槌神（のづち）に多くの玉で飾った小竹（ささ）を作らせた。それらの品々を持ち寄って集まり、天児屋命が神祝（かむほぎ）を述べたため、日神は磐戸を開けて出てきた、とある。
そうした後、神々は罪を本文同様に素戔嗚尊に負わせ贖罪の品々を科して差し出させ、高天原から追い払った。
第七段一書（三）では、素戔嗚尊は自らが与えられた土地（天杙田（あまのくいた）・天川依田（あまのかわよりた）・天口鋭田（あまのくちとた））は、日神の土地（天安田（あまのやすだ）・天平田（あまのひらた）・天邑田（あまのむらあわせた））に比べ痩せた土地だったため、妬（ねた）んで姉の田に害を与えた、とある。日神は最初は咎めず、常に穏やかに許していた、とあるが結局、天石窟に籠るのである。
その為、神々は天兒屋命を遣わして祷らせることにした。以降が神々のとった行動である。
- 天兒屋命：天香山の榊を掘り起こす。（興大産霊（こごとむすひ）の子）
- 石凝戸邊（いしこりとべ）：作った八咫鏡を上の枝にかける。（天糠戸（あめのぬかど）の子）
- 天明玉（あめのあかるたま）：作った八坂瓊之曲玉を中の枝にかける。（伊弉諾尊の子）
- 天日鷲あめのひわし）：作った木綿（ゆふ）を下の枝にかける。
- 太玉命：榊を持ち、広く厚く称える言葉によって祷る。

すると、日神は「頃者（このごろ）、人、多（さわ）に請（こ）うと雖（いえ）ども、未（いま）だ若此（かく）言（こと）の麗美（うるわ）しきは有らず。」
意味：「これまで人がいろいろなことを申してきたが、未だこのように美しい言葉を聞いたことはなかった」
と言って、磐戸を少し開けて様子を窺った。その時、磐戸の側に隠れていた天手力雄神が引き開けると、日神の光が国中に満ち溢（あふ）れた、とある。
そこで、神々は大いに喜び、素戔嗚尊に贖罪の品々を科し、手の爪を吉の物として切り棄て、足の爪を凶の物として切り棄てた。そして天兒屋命をして其の解除（はらえ）の太諄辭（ふとのりと）を掌（つかさど）りて宣（の）らしめき、とある。
後、素戔嗚尊は「神々は私を追い払い、私はまさに永久に去ることになったが、どうして我が姉上に会わずに、勝手に一人で去れるだろうか」と言い天に戻る。すると天鈿女命がこれを日神に報告する。
日神は、「我が弟が上って来るのは、また好意（よきこころ）からではないはず。きっと我が国を奪おうとしているのだ。我は女だが逃げるほどでは無い」と言って武装した、とある。そして二神で誓約が行われる運びになる。
この一書は、話の筋立てが他とは異なり、思兼神が登場しないなど大きな特徴がある。

### 古語拾遺
素戔嗚神は毀畔（あはなち）・埋溝（みぞうみ）・放樋（ひはなち）・重播（しきまき）・刺串（くしさし）・生剥（いけはぎ）・逆剥（さかはぎ）・屎戸（くそと）といった天つ罪を犯した。
天照大神は怒り、天岩窟に入り磐戸を閉ざして籠もってしまった。国の内は常闇となり、昼夜の別がなくなった。高皇産霊神は八十万の神を天八湍河原（あめのやせのかはら）に会し、謝る方途を議論した。
思兼神は「太玉神に諸神を率いさせて、和幣（にきて）を造らせよう。石凝姥神に天香山の銅を取って日の像の鏡を鋳造させる。長白羽神に麻を植えて青和幣を作らせる。天日鷲神と津咋見神に穀（カヂ）の木を植えて白和幣を作らせる。天羽槌雄神に文布（しつ）を織らせる。天棚機姫神に神衣（かみむそ）を織らせる。いわゆる和衣（にきたへ）である。櫛明玉神に八坂瓊五百箇御統（やさかにのいほつのみすまる）の玉を作らせる。手置帆負・彦狭知の二神に天御量（あまつみはかり）を以て大小の峡谷の材を伐って瑞殿（みづのみあらか）を造り、御笠・矛・盾を作らせる。天目一箇神に種々の刀・斧・鉄鐸（さなき）を作らせる。これらがすっかり揃い、天香山の五百箇の真賢木を堀（さねこじのねこじ）て、上枝に玉、中枝に鏡、下枝に青和幣・白和幣を懸け、太玉命に捧げ持ち称讃（ほめまほ）させる。また天児屋命に祈祷（いの）らせる。また天細女命に真辟（まさき）の葛を鬘にして、蘿葛（ひかげ）を手繦（たすき）にして、竹葉・飫憩（おけ）の木の葉を手草（たくさ）として、手に鐸を付けた矛を持って、石窟の戸の前に誓槽（うけふね）覆（ふ）せ、庭燎（にはび）をともして、巧に俳優（わざをき）をなし、相与に歌い舞わせる。」と言った。
思兼神の議に従い、石凝姥神に日の像の鏡を鋳造させた。最初に鋳造したものは、意にかなわなかった。これが紀伊国の日前神である。次に鋳造したものは、美麗であった。これが伊勢大神である。思兼神の計画通り準備が終わり、太玉命は「私が捧げた宝鏡は明らかで麗しい。さあ、戸を開いてご覧ください。」と称え言を申した。太玉命・天児屋命は共に祈祷をした。天照大神は内心「私が籠もって天下は悉く暗かろうが、群神はなぜこのように歌楽（ゑらきあそ）ぶのか。」と思い、戸を少し開いて窺った。すると、天手力雄神にその扉を引き開けさせ、新殿に遷座させた。そして、天児屋命・太玉命は日御綱を以てその殿に引きめぐらせ、大宮売神に御前に侍らせた。豊磐間戸命・櫛磐間戸命の二神に殿門を守らせた。
このとき、上天は初めて晴れ、皆これを見て顔が明るくなり、手を伸ばし歌い舞った。相共に「あはれ（天晴の意）、あなおもしろ（甚だ面明白きの意）、あなたのし（手を伸して舞うの意）、あなさやけ（竹葉の声）、おけ（木の名、その葉を振る調べ）」と言った。（※語源俗解）
太玉命・天児屋命の二神は「また天石窟にはお戻りにならぬように」と申し上げた。
素戔嗚神は罪を問われ、科すにあたっては千座の置戸（多数の祓物）を以てし、首の髪、手足の爪を抜かれ、罪を贖わされた。これによって罪を解除（はら）い、地上に追放された。

## 世界の神話
インドネシア・タイ・トルコ・モンゴル・中国南部・サハリンなどアジアには広く射日神話・招日神話が存在する。特に中国南部の少数民族に天岩戸と似た神話が多い。
ミャオ族は、九個の太陽と八個の月が一斉に出てきた。弓矢で八個の太陽と七個の月を刺し殺す。残った一つずつの日月は隠れてしまった。天地は真っ暗。知恵者を集めて相談しオンドリを鳴かせる。オンドリは翼を叩いて三度鳴くと日月が顔を出した。
プーラン族は、太陽の九姉妹と月の十兄弟は、揃って天地の間にやって来て一斉に照りつける。八個の太陽と九個の月を射落し、さらに残った月も射殺そうとした。逃げ出した太陽と月は洞窟に隠れ夫婦になった。世界が真っ暗になったので、オンドリを遣わし太陽と月を洞窟から出るよう説得させる。一人は昼もう一人は夜に別々に出てくること、ただし月の初めと終わりには洞窟の中で会っていいとした。月と太陽が洞窟から出ようとしたとき大きな岩が邪魔をして出られない。そこで力自慢のイノシシが岩を動かして入口を開け太陽と月を外に出してやった。
ペー族には、天地が離れ始めた頃、天に十個の太陽と一個の月が昇った。子供の太陽たちは昼夜を分かたず天を駆ける。そのため地上は焼けるような熱さで、蛙と鶏の兄弟は太陽を追って槍で九個の太陽を刺し殺してしまう。両親である母・太陽と父・月は恐れて天眼洞の奥深くに隠れてしまい世は真っ暗闇。そこで蛙は天を、鶏は地を探した。鶏が声を放って呼ぶと太陽と月は天眼洞から顔を出し、こうして大地に日月が戻った。人々は太陽を呼び出した鶏に感謝して、赤い帽子を与えた。
その他の少数民族にもさまざまなパターンで存在する。中には太陽と月を射殺した者が逃れて隠れた太陽と月に色々捧げてなんとか外に出て来てもらう神話や、美声を使って出て来てもらう神話もある。
中国北方の馬の文化では太陽を男性とみなし、南方の船の文化では太陽が女性として信仰されていた。シベリアでもナナイ族やケト族など太陽を女とみる少数民族が多い。

## 天岩戸と呼ばれる場所

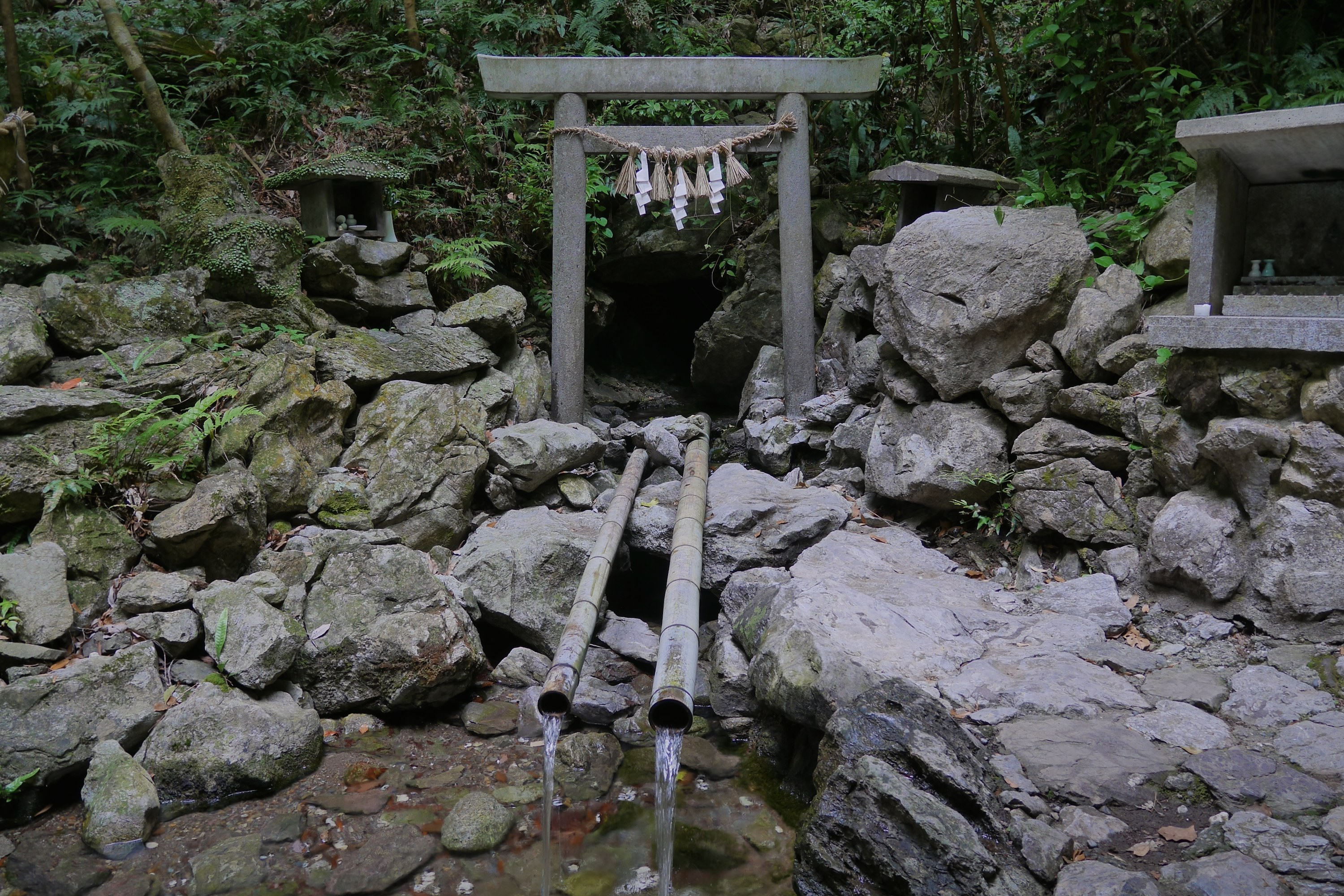
恵利原の水穴

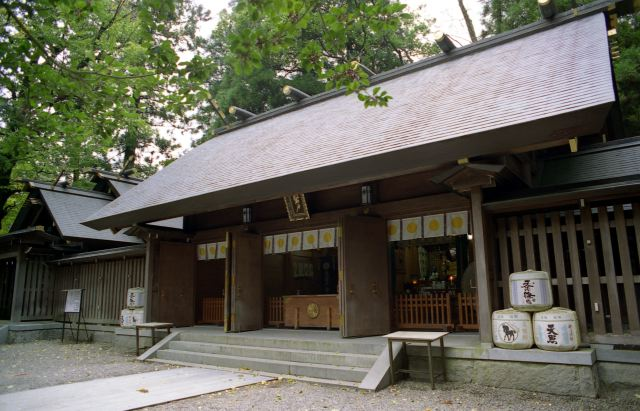
天岩戸神社西本宮（宮崎県高千穂町）

天岩戸説話は天上界の出来事であるが、「ここが天岩戸である」とする場所や関連する場所が何箇所か存在する。

### 天の岩戸
- 滋賀県米原市弥高 - 平野神社。
- 京都府福知山市大江町 - 皇大神社（元伊勢内宮）、天岩戸神社。
- 滋賀県高島市 白鬚神社 - 岩戸社。
- 奈良県橿原市 「天岩戸神社」 - 天香久山の南麓。
- 三重県伊勢市 伊勢神宮外宮 - 「高倉山古墳」。昭和時代に入山が禁止された。
- 三重県伊勢市二見町 二見興玉神社 - 「天の岩屋」
- 三重県志摩市磯部町恵利原 - 恵利原の水穴　皇大神宮の一宮、伊雑宮の神域にある。皇大神宮と新海誠の信仰する猿田彦神社のバス停から次のバス停が、当地の入り口である天の岩戸口であること、『すずめの戸締まり』の岩戸姓の元ネタになり、さらには『君の名は。』のヒロインの名前の元ネタになった罔象女神（ミツハノメノカミ）が岩戸の左側に祭られている事から、近年では若者の参拝が増えている。
- 岐阜県各務原市「手力雄神社」「史跡めぐり」
- 岐阜県高山市位山 - 飛騨一宮水無神社の神体山。
- 兵庫県洲本市安乎町 - 岩戸川の河口北。
- 兵庫県洲本市先山 - 岩戸神社。
- 岡山県真庭市蒜山 - 茅部神社の山の上方。
- 徳島県美馬郡つるぎ町 - 天の岩戸神社の神域にある。
- 山口県山口市秋穂二島岩屋 - 塩作りの海人の在住地、防府市の玉祖命の神社に近い。
- 宮崎県西臼杵郡高千穂町大字岩戸 - 天岩戸神社の神域にある。同神社西本宮の背後、岩戸川を挟んだ対岸の岸壁にあり、社務所に申し込めば案内付きで遥拝所へ通してくれる。周辺には天安河原など、日本神話、特に岩戸隠れ神話にまつわる地名が多く存在する。
- 沖縄県島尻郡伊平屋村字田名「クマヤ洞窟」 - 全国に数多ある「天の岩戸伝説」の中で最南端地。

### 岩戸
- 千葉県袖ケ浦市坂戸市場 坂戸神社。天岩戸のかけらという伝承の岩、天磐戸の石碑がある。
- 長野県長野市戸隠 戸隠神社には、岩戸が落下してきた伝承がある。
- 岐阜県郡上市和良町 戸隠神社。天岩戸のかけらという伝承の岩がある。
- 奈良県奈良市柳生 天石立神社。この地まで飛ばされてきたという岩がある。
- 新潟県上越市尾神 - 岩戸寺観音堂。天岩戸が飛んできた際、空中で割れて岩戸の端の部分『神の尾』が当地に落ちてきた伝説があり、地名の『尾神』となり、岩戸がお祀りしてある。
- 福岡県那珂川市岩戸村。福岡県筑紫郡にあった村。現在の那珂川市の一部。天岩戸は筑紫にあるという伝説による[19]。
- 沖縄県島尻郡伊平屋村字田名 伊平屋天巌戸神社 クマヤ洞窟。同村北部田名区あるクマヤ洞窟は天岩戸伝説が残る日本最南端の地とされており、昭和43年（1968年）、沖宮宮司を中心に「天の岩戸開き」の神事と神楽が、伊平屋村・伊是名村の共催によって執り行われた。

## その他
- 鶏[注釈 3]を集めて鳴かせたことから、伊勢神宮の内宮では「神苑」という庭園に「神鶏」と呼ばれる鶏を放し飼いにしている[20][21]。
- 太平洋戦争末期の沖縄戦において首里城地下に構築された司令部壕はこの故事に準えて「天ノ巌戸戦闘指令所」と呼ばれた[22][23]。
- 新海誠監督のアニメーション映画『すずめの戸締まり』の主人公・岩戸鈴芽の名前の由来は天岩戸と、「アメノウズメノミコトのウズメから取った」としている[24]。